# My Generation (песня)
«My Generation»— песня британской рок-группы The Who.
В Великобритании она была выпущена как сингл 29 октября 1965 года и достигла 2 места в сингловом чарте, что на тот момент стало самой высокой позицией в британских чартах в истории группы. В США сингл с этой песней был выпущен чуть позже и добрался до 74 места (в Billboard Hot 100).
Журнал Rolling Stone поместил песню «My Generation» в исполнении группы The Who на 11 место своего списка «500 величайших песен всех времён», а телеканал «VH1» — на 13 место своего списка «100 величайших рок-песен». Также в 1999 году песня была включена в Зал славы «Грэмми».
Кроме того, «My Generation» вместе с ещё тремя песнями в исполнении группы The Who — «Baba O’Riley», «Go to the Mirror!» и «I Can See for Miles» — входит в составленный Залом славы рок-н-ролла список 500 Songs That Shaped Rock and Roll.
В 1999 году сингл группы The Who c этой песней (вышедший в 1965 году на лейбле Decca Records) был принят в Зал славы премии «Грэмми».
В 2016 году стала открывающей композицией в аниме Форма голоса[значимость факта?].

## Чарты
| Чарты (1965—1966)               | Наивысшая позиция |
| ------------------------------- | ----------------- |
| Австралия (Kent Music Report)   | 2                 |
| Австрия (Ö3 Austria Top 40)     | 9                 |
| Канада (RPM Top Singles)        | 3                 |
| Франция (IFOP)                  | 13                |
| Ирландия (IRMA)                 | 7                 |
| Нидерланды (Dutch Top 40)       | 5                 |
| Нидерланды (Single Top 100)     | 7                 |
| Великобритания (OCC UK Singles) | 2                 |
| США (Billboard Hot 100)         | 74                |
| ФРГ (GfK)                       | 6                 |

| Чарты (1988)                  | Наивысшая позиция |
| ----------------------------- | ----------------- |
| Австралия (Kent Music Report) | 88                |

## Сертификации
| Великобритания (BPI)                                | серебряный | 250 000* |
| * данные о продажах основаны только на сертификации |            |          |